# Kotaku
Kotaku és un lloc web i blog llançat l'octubre del 2004 que té els videojocs com a temàtica principal. Forma part del conglomerat Univision Communications. Nasqué com a part de Gawker Media amb l'objectiu d'assolir un públic majoritàriament masculí. El seu editor en cap, Brian Crecente, augmentà el nombre de lectors del lloc web de 10.000 a més de cinc milions i mig en gairebé vuit anys, abans de deixar el web el gener del 2012.
El 2008, PC Magazine situà Kotaku en 50è lloc en la seva classificació dels 100 llocs web més fiables. L'agost del 2016, fou un dels sis llocs web comprats pel conglomerat Univision Communications en la seva adquisició de Gawker Media.